# Viva Communications
Viva Communications, Inc. este o companie filipineză de media și divertisment cu sediul în Pasig. A fost fondată în 1981 de Vic del Rosario Jr.

## Legături externe
- en  Situl oficial Viva Communications